# Winspeare
I Winspeare sono i rappresentanti di una famiglia anglonapoletana, originari dello Yorkshire. Lasciarono le isole britanniche in seguito all'esclusione dei cattolici  dalla vita pubblica inglese.
Nel XVIII secolo si trasferirono nel Regno di Napoli con David Winspeare (Londra 1704-Napoli 1764)
Tale casata, che si divise in due rami nel XIX secolo, entrò a far parte dell'aristocrazia nel 1808, grazie al titolo di barone assegnato, da Gioacchino Murat, alla persona di David Winspeare (1775 – 1847) ed esteso ai discendenti dei due rami con Decreto reale del 17 dicembre 1816. Tuttavia, il titolo non fu riconosciuto dai Borbone dopo la Restaurazione. La famiglia ne ottenne il riconoscimento solo da parte del governo italiano, con Decreto ministeriale del 20 marzo 1917, riconfermato, con sovrana concessione motu proprio, il 17 agosto 1942. Gli esponenti di uno dei due rami, ossia i discendenti di Antonio (1840-1913), figlio di Edoardo, sono stati autorizzati, con Regio Decreto 14 gennaio 1943, all'aggiunta del cognome Guicciardi.

## Esponenti principali
Fra i principali esponenti della famiglia si ricordano:
- Antonio Winspeare senior (Livorno, 1739 - Napoli, 1820), il capostipite della casata, fu un militare, intendente e ingegnere al servizio del Regno delle Due Sicilie. Insieme a Francesco Carpi è ricordato fra i migliori tecnici del governo borbonico. Trasferìtosi da giovane a Napoli, entrò nell'apparato governativo borbonico. Nella sua lunga carriera ricoprì numerose cariche, prendendo anche parte anche alla pianificazione urbanistica e al ripopolamento dell'isole pontine. Suo fu il progetto della chiesa e del porto di Ponza. Con il grado di maggiore del genio civile, ebbe l'incarico di costituire la prima Scuola dei ponti e strade del Regno delle Due Sicilie.
- David Winspeare (Portici, 1775 - Napoli, 1847), figlio del precedente, fu giureconsulto, avvocato e filosofo. Tra le sue opere, si segnalano la "Storia degli abusi feudali", i "Saggi di filosofia intellettuale" e le "Dissertazioni legali". Fu anche uno dei quindici componenti della commissione istitutiva della Giunta dinnanzi alla quale il re Ferdinando I giurò la Costituzione del 1820.
- Roberto Winspeare (Napoli, 1781 - Napoli, 1846), fratello del precedente, divenne nel 1827 Generale maggiore dell'esercito russo.
- Francesco Antonio Winspeare (Portici, 1783 - Napoli, 1870), fratello del precedente, divenne nel 1860, all'età di 77 anni, Ministro della Guerra di Francesco II; cercò invano di contrastare l'apertura di Liborio Romano a Garibaldi, ma non riuscì ad impedire la caduta del Regno.
- Antonio Winspeare (Potenza, 1840 - Firenze, 1913), figlio di Edoardo e nipote di David, fu prefetto di Milano. È stato inserito tra i "Migliori 150 servitori dello Stato", nell'ambito dell'iniziativa promossa dal ministro della pubblica amministrazione Renato Brunetta in occasione del 150º anniversario dell'Unità d'Italia.[1]
- Antonio Winspeare (Napoli, 1822 - Depressa, 1918), cugino omonimo del precedente, fu prefetto di Lecce per un breve periodo e sindaco di Napoli; sposò nel 1869 Emma Gallone, duchessa di Salve, da cui il titolo e i beni in Terra d'Otranto e in Napoli ai suoi discendenti.
- Vittorio Winspeare Guicciardi, (Catania, 1912 - Ginevra, 1995), già ambasciatore italiano, vicesegretario generale dell'ONU con U-Thant e Kurt Waldheim e Direttore Generale dell'Ufficio europeo dell'ONU a Ginevra.[2].

Fino al XX secolo, la famiglia Winspeare possedeva innumerevoli proprietà nella città di Napoli (tra cui il Palazzo Acquaviva d'Atri, acquistato agli inizi dell'Ottocento), e, in particolare, quelle ereditate dalla duchessa di Salve, sulla collina del Vomero (Villa Leonetti, Villa Salve).
È tuttora proprietaria di un castello a Depressa, in provincia di Lecce. Appartiene a questa famiglia anche il regista Edoardo Winspeare.